# Imbil
Imbil – miasto w Australii, w stanie Queensland.